# Philip de Barry
Philip de Barry (fl. 1183), fue un militar Cambro-Normando procedente de Manorbier en Pembrokeshire que participó en la colonización del Reino de Desmond tras la invasión normanda de Irlanda. Fue el fundador de la familia Barry o De Barry del condado de Cork, y es el antepasado común de los barones Barry y los condes de Barrymore. Philip nació circa 1137/44 y fue descrito por su hermano Gerald como hombre sensato y honorable (vir probus ac prudens). Murió mientras su hermano Gerald estaba en Roma en 1199-1200 y fue enterrado en la iglesia de Manorbier.

## Ascendencia

### Nesta
La función de Philip en la invasión y colonización de Irlanda, y su posición en la sociedad normanda de la época se debían en gran parte a su pertenencia a la familia extendida de descendientes de la princesa Nest ferch Rhys de Deheubarth. Nest tuvo tres hijos y una hija de su primer marido Gerald de Windsor: la hija, Angharad, se casó con William de Barry.

### William de Barry
Philip era hijo de William Fitz Odo de Barry, que a su vez era hijo de Odo o Otho, un caballero normando que estuvo presente en la conquista de Inglaterra en el siglo XI. William reconstruyó Manorbier Castle en piedra y la familia retuvo el señorío de Manorbier hasta el siglo XV. La madre de Philip era Angharad, hija de Gerald  y Nest. Philip sucedió a su padre en Manorbier. Su tío (el medio hermano de su madre Angharad) era Robert Fitz-Stephen cuyos primos fueron los fundadores de las dinastías irlandesas de  Fitzgerald y Carew. Philip tuvo dos hermanos, Robert y Gerald. 
- Robert de Barry acompañó a su tío Robert a Irlanda y participó en el Asedio de Wexford. Mientras algunas fuentes dicen que murió en la batalla de Lismore en 1185, esto es probablemente falso.
- Gerald de Gales, alias Giraldus Cambrensis, fue un destacado clérigo e historiador.

Tuvo también un medio hermano - Walter.

## Tierras en Irlanda
Philip de Barry llegó a Irlanda a finales de febrero de 1183, acompañado por su hermano Gerald y sus seguidores, para tomar posesión de sus tierras y para ayudar a su tío Robert Fitz-Stephen, y su primo Raymond Fitzgerald (también conocido como Raymond Le Gros), a recuperar tierras en el actual condado de Cork. Estos cantrefs o baronías habían sido expropiados por otros primo, Ralph Fitz-Stephen (o Radulph). Ralph era nieto de Nesta por Stephen, Condestable de Cardigan. En 1182 fue asesinado junto con su suegro, Miles de Cogan, al que le había sido concedida la mitad del reino de Cork. Robert Fitz-Stephen finalmente cedió estos territorios a Philip, su medio-sobrino. Estos territorios constaban de tres cantrefs en la mitad del Reino de Desmond que había correspondido a FitzStephen ("el reino de Cork") respectivamente Olethan, Muschiri-on-Dunnegan (o Muskerry Donegan) y Killyde (o Killede) para el mantenimiento de diez caballeros. Estos cantrefs se convertiría en las baronías o hundreds de Oliehan, Oryrry y Ogormliehan respectivamente. El nombre "Oliehan" es un anglicanización del gaélico Uí Liatháin que se refiere al antiguo reino medieval gaéico de Uí Liatháin. Este pequeño reino abarcaba la mayoría de las tierras de Barrymore y de la vecina baronía de Kinnatalloon. Oryrry es actualmente conocido como la Baronía de Orrery y Kilmore. El nombre Killyde sobrevive en "Killeady Hill", el nombre del país montañoso al sur de la ciudad de Cork. Según Smith, "en el lado del norte de la ciudad se levantó Shandon Castle, construido por los Barrys poco después de la Conquista, o, como algunos dicen, por el rey Juan".

## Descendientes
Philip se casó con la hija de Richard FitzTancred, castellano de Haverfordwest, y con la que tuvo cuatro hijos:
- Robert (nacido circa 1160),[9]
- William (nacido circa 1170), que sucedió a su padre en su cantreds, lo que fue confirmado por el rey Juan I de Inglaterra el 8 de noviembre de 1207. Por patente real, John le confirió los Señoríos de Castlelyons y Buttevant al norte de Cork y Barry's Court en la parroquia civil de Carrigtwohill al sureste de Cork.[10] La familia finalmente adquiriría los honores de Vizcondes Buttevant y Condes de Barrymore. William fundó el priorato agustino de San Thomas Becket en Ballybeg en 1229. Su hijo, David Óg de Barry, ampliaría los ingresos del priorato en 1251.

- Su heredero David  "Mór" de Barry (nacido circa 1195), murió en la Batalla de Callan en 1261.

- Cuyo heredero fue David  "Óg" de Barry, Justicia de Irlanda en 1267, y muerto en 1278.

- Gerald (nacido circa 1175), que sucedió a su tío Geraldus Cambrensis como Archidiácono de Brecon en 1203; y
- Una hija, casada con Walter Mancenell.

### Nota
Según el "Archdall's Lodge" (1789), Robert de Barry, "después de sus servicios en Irlanda se dice que se asentó en Sevington, en Kent," y "sobre el año 1185 fue muerto en Lismore,". Pero, al ser mayor que su hermano Gerald, que nació en 1146 o 1147, este Robert tenía aproximadamente cuarenta años en 1185. La misma fuente informa que el Robert que murió cerca de  Lismore aquel año era solo un adolescens, entre quince y veinte ocho años de edad. Es improbable por tanto que Robert (que tenía unos 40 años) resultara muerto en Lismore. Es más probable que la información se refiriera al hijo de Philip, también llamado Robert.